# Вомбат
Во́мбат (Vombatus) — рід сумчастих ссавців родини вомбатових (Vombatidae). 
Етимологія: українська й наукова назви взяті з назви цієї тварини мовою австралійських аборигенів.
Одна з назв роду — «голоносий вомбат», чим підкреслюється відмінність від інших, «шерстоносих» вомбатів.
Вомбат — типовий рід та один з двох родів родини вомбатових (також Лазіорун, Lasiorhunus), що включає наступні сучасні види:
- рід Вомбат (Vombatus)
  - Вомбат ведмежий, або короткошерстий (Vombatus ursinus)
  - †Vombatus hacketti